# Central Theatre
Il Central Theatre era un teatro di Broadway di New York costruito nel 1918. Si trovava al 1567 di Broadway sulla 47th St., angolo sud-ovest, e ospitava circa 1.100 spettatori.

## Storia
L'architetto era Herbert J. Krapp. Il teatro fu costruito dalla famiglia Shubert su un sito precedentemente occupato dalla fabbrica di pianoforti Mathushek & Son.
La prima produzione al teatro fu la commedia Forever After, di Owen Davis, che fu eseguita in anteprima 1918. Questa si trasferì al Playhouse Theatre per un lungo periodo. Un musical, Somebody's Sweetheart (musica di Antonio Bafunno; libro e testi di Alonzo Price), fu un successo a teatro nel 1919-20. Oscar Hammerstein II fece il suo debutto come librettista nel gennaio 1920 con Always You, seguito da una fortunata rivista di Arthur Wimperis, As You Were. Nel luglio 1920 debuttò Poor Little Ritz Girl, con alcune canzoni di Rodgers e Hart e altre di Sigmund Romberg e Alex Gerber. Afgar è stato un altro musical di successo nel 1920-1921. The Gingham Girl è stato un musical di successo nel 1923 con la musica di Albert Von Tilzer.
Il teatro introdusse i film nel 1921 ed alternò il nuovo mezzo con il teatro dal vivo e il burlesque americano fino al 1957, sebbene l'attività teatrale vera e propria fosse assente dal 1934 al 1951. Cambiò il suo nome in Columbia Theatre nel 1934, Gotham Theatre nel 1944 e Holiday Theatre nel 1951. Nel 1951 fu data una rivista di successo, Bagels e Yox. Un revival di Abie's Irish Rose fu dato nel 1954. L'attività teatrale terminò in questo locale nel 1956. Sotto i nomi di Odeon, poi Forum e infine Movieland, il teatro trasmise film fino al 1988, quando gli Shubert lo vendettero. L'edificio è stato trasformato in altri usi. La sua hall divenne il Roxy Deli e l'auditorium divenne prima una discoteca, Club USA e, nel 2005, un W Hotel.